# Кхіеу Сампхан
Кхіеу Сампхан (кхмер. ខៀវសំផន) — один з лідерів руху «червоних кхмерів» («брат номер п'ять»), обіймав посаду Голови президії (формального глави держави) «Демократичної Кампучії» в 1976—1979 роках.

## Біографія
Народився в провінції Свайрієнг старшим з п'яти дітей в родині місцевого судді, має китайсько-кхмерське походження. У дитячі роки втратив батька, заарештованого і засудженого за корупцію, виріс на утриманні матері, яка торгувала овочами і фруктами в провінції Кампонгтям.
З 1954 року навчався в Парижі, де в 1959 році захистив докторську дисертацію з економіки (тема дисертації — «Економіка і промисловий розвиток Камбоджі»). Там же познайомився з Пол Потом, Ієнг Сарі, Ху Німом і іншими майбутніми лідерами «червоних кхмерів» (пізніше дві сестри Кхіеу Сампхана стали дружинами Пол Пота та Ієнг Сарі), був одним із засновників і генеральним секретарем організації камбоджійських студентів.
Після повернення в 1959 році на батьківщину став викладачем Пномпенського університету і продовжив політичну діяльність, очоливши Народну партію («Прачеачон»), що об'єднала молодих радикальних інтелектуалів. У 1960 році був вперше заарештований. У 1962 році обраний до парламенту країни і одночасно призначений міністром економіки, однак через 8 місяців звільнений з цієї посади через розбіжності з правителем країни принцом Сіануком. Пізніше був заарештований за свою революційну діяльність. У 1966 році, будучи популярним в країні, знову обраний до парламенту. Однак Сіанук, звинуватив свого колишнього міністра в «розпалюванні революції» після повстання в провінції Баттамбанг, та наказав знову заарештувати його і засудити до смертної кари. Однак Сампхану вдалося втекти і приєднатися до партизанського руху «червоних кхмерів».
Після перевороту 1970 року і приходу до влади уряду Лон Нола очолив Народну Армію Камбоджі, яка через 5 років домоглася перемоги над правлячим режимом, а також став заступником прем'єр-міністра Пенн Нута і міністром оборони уряду у вигнанні (проте при цьому підпорядковувався вказівкам Пол Пота).
Виступаючи ідеологом, він, зокрема, говорив: «Нам треба придушити тягу інтелігенції до західного способу життя. Інтелігенції як такої взагалі бути не повинно. Її представники будуть займатися суспільною працею, жити спільно і вчитися у народу».
З 1976 року голова Президії Демократичної Кампучії — формально глава держави.
Після поразки у війні з В'єтнамом в 1979—1982 роках був міністром закордонних справ «коаліційного уряд у вигнанні», що представляв Камбоджу в ООН (в 1982 році на цій посаді його змінив не настільки одіозний Сон Санн). У 1985 році став офіційним наступником Пол Пота як глава руху «червоних кхмерів». Формально очолював Партію Демократичної Кампучії і Камбоджійську партію національної єдності — політичні структури «Червоних кхмерів» 1980-х і 1990-х років (перша партія декларувала своєю ідеологією демократичний соціалізм, друга — ліберальну демократію).
В кінці січня 1994 року оприлюднив так зване «Звернення до співгромадян». У цьому документі він стверджував, що новообрана влада в країні незаконна, і закликав її скинути. У липні 1994 Кхіеу Сампхан був оголошений главою підпільного Тимчасового уряду національної єдності і національного порятунку Камбоджі, який перебував в контрольованому полпотівцями Пайліні.
У 1997 році разом з Нуон Чеа відсторонив Пол Пота з усіх посад і віддав його суду за «зраду революції» (засуджений до «довічного арешту»). Створив і очолив Кхмерську партію національної солідарності. Виступав з жорсткою критикою «в'єтнамських комуністів і їхніх маріонеток». Підтримував Нородом Ранаріта в протистоянні з Гун Сеном, але не зміг надати йому суттєвої допомоги в збройному конфлікті липня 1997.
У 1998 році разом з Нуон Чеа здався камбоджійській владі, проживав на самоті в контрольованому «червоними кхмерами» регіоні на кордоні з Таїландом. У 2007 році, дізнавшись про арешт за військові злочини колишньої правої руки Пол Пота Ієнг Сарі і його дружини переніс серцевий напад, незабаром після звільнення з лікарні заарештований за звинуваченням у злочинах проти людяності.
З квітня 2008 року його справу розглядав спеціальний суд (засідання почалися 27 червня 2011 року) разом з Ієнг Сарі (помер в березні 2013 року), його дружиною, колишнім міністром Ієнг Тіріт (з 2012 хвора хворобою Альцгеймера) і Нуон Чеа. 7 серпня 2014 засуджений спеціальним судом до довічного ув'язнення.
Автор книги «Роздуми про історію Камбоджі до ери Демократичної Кампучії» («Reflection on Cambodian History Up to the Era of Democratic Kampuchea»), що вийшла в 2007 році, в якій відстоював свій внесок в боротьбу за соціальну справедливість і національний суверенітет країни і заперечував відповідальність за злочини «червоних кхмерів».